# Lista de partidas de futebol no Brasil disputadas sob neve
Este artigo traz uma lista com as partidas de futebol que foram disputadas no Brasil sob neve. 
Apesar de a neve ser um fenômeno relativamente raro no Brasil, estão documentadas 8 partidas foram disputadas com este clima, sendo seis ocorridas na noite do dia 30 de maio de 1979 (episódio este ficou conhecido como "Rodada da Neve"), além de um jogo disputado em 1975 e o outro em 1978.
Destes, o único que foi televisionado foi o empate sem gols entre o Esportivo de Bento Gonçalves e o Grêmio, no Estádio da Montanha, em Bento Gonçalves-RS.
O primeiro registro de uma partida disputada sob neve no Brasil ocorreu durante uma onda de frio intensa em 17 de julho de 1975, no Estádio Alfredo Jaconi, no jogo entre Juventude e Inter de Santa Maria, com vitória dos mandantes por 2 x 0.
| # | Data       | Local                                             | Partida                                   | Campeonato                     | Ref.        |
| - | ---------- | ------------------------------------------------- | ----------------------------------------- | ------------------------------ | ----------- |
| 1 | 17/07/1975 | Estádio Alfredo Jaconi, Caxias do Sul-RS          | Juventude 2 x 0 Inter de Santa Maria      | Campeonato Gaúcho de 1975      | [ 4 ]       |
| 2 | 12/08/1978 | Estádio Francisco Stédile, Caxias do Sul-RS       | Caxias do Sul 2 x 2 Cruzeiro-RS           | Campeonato Gaúcho de 1978      | [ 1 ]       |
| 3 | 30/05/1979 | Estádio Wolmar Salton, Passo Fundo-RS             | Sport Clube Gaúcho 0x0 Farroupilha        | Campeonato Gaúcho de 1979      | [ 5 ]       |
| 4 | 30/05/1979 | Estádio da Montanha, Bento Gonçalves-RS           | Esportivo de Bento Gonçalves 0 x 0 Grêmio | Campeonato Gaúcho de 1979      | [ 2 ] [ 6 ] |
| 5 | 30/05/1979 | Estádio Francisco Stédile, Caxias do Sul-RS       | Caxias do Sul 1 × 0 Grêmio Bagé           | Campeonato Gaúcho de 1979      | [ 7 ]       |
| 6 | 30/05/1979 | Estádio Vidal Ramos Júnior, Lages-SC              | Inter de Lages 1 x 1 Avaí                 | Campeonato Catarinense de 1979 | [ 8 ]       |
| 7 | 30/05/1979 | Estádio Carlos Alberto da Costa Neves, Caçador-SC | Caçadorense 3 x 1 Palmeiras de Blumenau   | Campeonato Catarinense de 1979 | [ 8 ]       |
| 8 | 30/05/1979 | Estádio Regional Índio Condá, Chapecó-SC          | Chapecoense 3 x 2 Criciúma                | Campeonato Catarinense de 1979 | [ 8 ]       |